# بابرویسک
بابرویسک (به لاتین: Babruysk) یک شهر در بلاروس است که در منطقه موگیلف واقع شده‌است. بابرویسک ۸۳٫۸۶ کیلومتر مربع مساحت و ۲۱۵٬۰۹۲ نفر جمعیت دارد و ۱۵۷ متر بالاتر از سطح دریا واقع شده‌است.

## خواهرخوانده
شهرهای اوسکمن، قزاقستان و Anenii Noi خواهرخوانده‌های بابرویسک هستند.